# 裸眼鹦哥属
是金刚鹦鹉科下的一个属。

## 分類學
派翁尼斯鸚鵡屬是由德國自然學家约翰·格奥尔格·瓦格勒於1832年所建立的屬。其名稱源自於古希臘語中的或，意思是「肥胖」。其模式種蓝头鹦哥是由喬治·羅伯特·格雷於1840年指定的。

## 下属物种
本属包括以下8個物种：
- 暗色鹦哥 Pionus fuscus (Müller, PLS, 1776)
- 红嘴鹦哥 Pionus sordidus (Linnaeus, 1758)
- 鳞头鹦哥 Pionus maximiliani (Kuhl, 1820)
- 紫冠鹦哥 Pionus tumultuosus (Tschudi, 1844)
- 蓝头鹦哥 Pionus menstruus (Linnaeus, 1766)
- 白冠鹦哥 Pionus senilis (Spix, 1824)
- 青铜翅鹦哥 Pionus chalcopterus (Fraser, 1841)

## 外部連結
- 维基共享资源上的相關多媒體資源：派翁尼斯屬
- 維基物種上的相關：派翁尼斯屬